# 庫羅沙內
47°6′4″N 35°40′37″E / 47.10111°N 35.67694°E
庫羅沙内（烏克蘭語：Курошани）是烏克蘭的村落，位於該國東南部扎波羅熱州，由波洛希區莫洛昌斯克市镇負責管轄。處於庫魯尚河畔，分別距離新米科拉伊夫卡1公里和奧爾洛韋2公里，始建於1923年，面積148.8平方公里，海拔高度33米，2001年人口383。